# Joan Soriano
Joan Soriano (Juan Bienvenido Severino Soriano) est un auteur-compositeur-interprète de bachata (il chante et joue de la guitare), né le 23 février 1972 dans la province de Monte Plata en République dominicaine

## Jeunesse
Septième d'une famille de 15 enfants dont une partie forme le groupe “Los Candes” (en référence au prénom de leur père : Candelario) qui connait un beau succès dans leur quartier.

## Carrière
El Duque de la Bachata et La Familia Soriano ont été enregistrés en "live" à Saint-Domingue et en studio à New York et produits par Benjamin de Menil du label iASO.
L'album El Duque de la Bachata a été désigné meilleur album de World Beat aux Indie Acoustic Project awards.

## Discographie
- 2018 : Ladrona de Amor

## Vidéographie
- The Duke of Bachata, Adam Taub (2009)[1]
- Santo Domingo Blues, Alex Wolfe (2005)